# Senatori della XVIII legislatura della Repubblica Italiana
Questo elenco riporta i nomi dei senatori della XVIII legislatura della Repubblica Italiana dopo le elezioni politiche del 2018.

## Consistenza dei gruppi
| Gruppo                                                                      | Inizio | Inizio | Inizio | 2018 | 2019 | 2020 | 2021 | 2022 |
| Gruppo                                                                      | Eletti | A vita | Totale | 2018 | 2019 | 2020 | 2021 | 2022 |
| --------------------------------------------------------------------------- | ------ | ------ | ------ | ---- | ---- | ---- | ---- | ---- |
| Movimento 5 Stelle (M5S)                                                    | 109    | –      | 109    |      |      |      |      | 62   |
| Forza Italia - UDC (FI)                                                     | 61     | –      | 61     |      |      |      |      | 47   |
| Lega per Salvini Premier - Partito Sardo d'Azione (LSP)                     | 58     | –      | 58     |      |      |      |      | 61   |
| Partito Democratico (PD)                                                    | 52     | –      | 52     |      |      |      |      | 38   |
| Fratelli d'Italia (FDI)                                                     | 18     | –      | 18     |      |      |      |      | 21   |
| Per le Autonomie                                                            | 6      | 2      | 8      |      |      |      |      | 8    |
| Italia Viva - PSI                                                           | –      | –      | –      | –    |      |      |      | 15   |
| Uniti per la Costituzione                                                   | –      | –      | –      | –    |      |      |      | 13   |
| Insieme per il futuro - Centro Democratico                                  | –      | –      | –      | –    | –    | –    | –    | 11   |
| Gruppo misto                                                                | 10     | 4      | 14     |      |      |      |      | 42   |
| • Liberi e Uguali (LEU)                                                     | 4      | –      | 4      |      |      |      |      | 6    |
| • +Europa (+Europa - Azione)                                                | 1      | –      | 1      |      |      |      |      | 4    |
| • PSI - MAIE - USEI                                                         | 3      | –      | 3      | –    | –    | –    | –    | –    |
| • Partito Socialista Italiano (PSI)                                         | –      | –      | –      | 1    | –    | –    | –    | –    |
| • Movimento Associativo Italiani all'Estero (MAIE) (MAIE - Coraggio Italia) | –      | –      | –      | 2    |      |      |      | 3    |
| • Idea - Cambiamo! (Italia al Centro)                                       | –      | –      | –      |      |      |      |      | 9    |
| • L'Alternativa c'è - Lista del Popolo per la Costituzione                  | –      | –      | –      |      |      |      |      | –    |
| • Italia dei Valori                                                         | –      | –      | –      |      |      |      |      | –    |
| • Potere al Popolo (Manifesta - PaP - PRC)                                  | –      | –      | –      |      |      |      |      | 2    |
| • Italexit - Partito Valore Umano                                           | –      | –      | –      |      |      |      |      | 4    |
| • Partito Comunista                                                         | –      | –      | –      |      |      |      |      | –    |
| • Non iscritti ad alcuna componente                                         | 2      | 2      | 4      |      |      |      |      | 14   |
| Senatori a vita non appartenenti a gruppi                                   | –      | 2      | 2      |      |      |      |      | 2    |
| Totale                                                                      | 314    | 6      | 320    |      |      |      |      | 320  |

- Un seggio, spettante al Movimento 5 Stelle nel collegio plurinominale Sicilia - 02 e non attribuito per «incapienza della lista» in punto di candidature, fu assegnato nel 2019 (recuperato dal collegio plurinominale Umbria - 01).

## Composizione storica
| Nominativo                         | Circoscrizione        | Collegio plurinominale     | Collegio uninominale       | Lista/gruppo di elezione   | Gruppo              |
| ---------------------------------- | --------------------- | -------------------------- | -------------------------- | -------------------------- | ------------------- |
| Rosa Silvana Abate                 | Calabria              | Calabria - 01              | Proporzionale              | M5S                        | M5S                 |
| Rossella Accoto                    | Marche                | Marche - 01                | Proporzionale              | M5S                        | M5S                 |
| Donatella Agostinelli              | Marche                | Marche - 01                | 01 - Pesaro                | M5S                        | M5S                 |
| Enrico Aimi                        | Emilia-Romagna        | Emilia-Romagna - 02        | Proporzionale              | FI                         | FI                  |
| Alberto Airola                     | Piemonte              | Piemonte - 01              | Proporzionale              | M5S                        | M5S                 |
| Maria Elisabetta Alberti Casellati | Veneto                | Veneto - 01                | 01 - Venezia               | Centro-destra              | FI                  |
| Francesca Alderisi                 | Estero                | –                          | –                          | Centro-destra (LSP-FI-FDI) | FI                  |
| Alessandro Alfieri                 | Lombardia             | Lombardia - 03             | Proporzionale              | PD                         | PD                  |
| Cristiano Anastasi                 | Sicilia               | Sicilia - 02               | Proporzionale              | M5S                        | M5S                 |
| Luisa Angrisani                    | Campania              | Campania - 03              | Proporzionale              | M5S                        | M5S                 |
| Paolo Arrigoni                     | Lombardia             | Lombardia - 03             | Proporzionale              | LSP                        | LSP                 |
| Bruno Astorre                      | Lazio                 | Lazio - 02                 | Proporzionale              | PD                         | PD                  |
| Giuseppe Auddino                   | Calabria              | Calabria - 01              | Proporzionale              | M5S                        | M5S                 |
| Luigi Augussori                    | Lombardia             | Lombardia - 04             | Proporzionale              | LSP                        | LSP                 |
| Alberto Bagnai                     | Abruzzo               | Abruzzo - 01               | Proporzionale              | LSP                        | LSP                 |
| Alberto Balboni                    | Emilia-Romagna        | Emilia-Romagna - 01        | 03 - Ferrara               | Centro-destra              | FDI                 |
| Alberto Barachini                  | Lombardia             | Lombardia - 02             | Proporzionale              | FI                         | FI                  |
| Claudio Barbaro                    | Campania              | Campania - 01              | Proporzionale              | LSP                        | LSP                 |
| Antonio Barboni                    | Emilia-Romagna        | Emilia-Romagna - 01        | 01 - Rimini                | Centro-destra              | FI                  |
| Francesco Battistoni               | Lazio                 | Lazio - 02                 | 05 - Viterbo               | Centro-destra              | FI                  |
| Teresa Bellanova                   | Emilia-Romagna        | Emilia-Romagna - 01        | Proporzionale              | PD                         | PD                  |
| Roberto Berardi                    | Toscana               | Toscana - 02               | 07 - Livorno               | Centro-destra              | FI                  |
| Giorgio Maria Bergesio             | Piemonte              | Piemonte - 02              | Proporzionale              | LSP                        | LSP                 |
| Anna Maria Bernini                 | Emilia-Romagna        | Emilia-Romagna - 01        | Proporzionale              | FI                         | FI                  |
| Stefano Bertacco                   | Veneto                | Veneto - 02                | 09 - Villafranca di Verona | Centro-destra              | FDI                 |
| Massimo Vittorio Berutti           | Piemonte              | Piemonte - 02              | 07 - Alessandria           | Centro-destra              | FI                  |
| Sandro Biasotti                    | Liguria               | Liguria - 01               | Proporzionale              | FI                         | FI                  |
| Paola Binetti                      | Lazio                 | Lazio - 01                 | 03 - Roma - Portunese      | Centro-destra              | FI                  |
| Caterina Bini                      | Toscana               | Toscana - 02               | Proporzionale              | PD                         | PD                  |
| Caterina Biti                      | Toscana               | Toscana - 01               | Proporzionale              | PD                         | PD                  |
| Vittoria Bogo Deledda              | Sardegna              | Sardegna - 01              | 03 - Sassari               | M5S                        | M5S                 |
| Paola Boldrini                     | Emilia-Romagna        | Emilia-Romagna - 02        | Proporzionale              | PD                         | PD                  |
| Anna Cinzia Bonfrisco              | Lazio                 | Lazio - 01                 | Proporzionale              | LSP                        | LSP                 |
| Giulia Bongiorno                   | Sicilia               | Sicilia - 01               | Proporzionale              | LSP                        | LSP                 |
| Francesco Bonifazi                 | Toscana               | Toscana - 02               | Proporzionale              | PD                         | PD                  |
| Emma Bonino                        | Lazio                 | Lazio - 01                 | 01 - Roma - Gianicolense   | Centro-sinistra            | Misto/+Europa       |
| Stefano Borghesi                   | Lombardia             | Lombardia - 02             | 15 - Lumezzane             | Centro-destra              | LSP                 |
| Lucia Borgonzoni                   | Emilia-Romagna        | Emilia-Romagna - 01        | Proporzionale              | LSP                        | LSP                 |
| Simone Bossi                       | Lombardia             | Lombardia - 01             | Proporzionale              | LSP                        | LSP                 |
| Umberto Bossi                      | Lombardia             | Lombardia - 03             | Proporzionale              | LSP                        | LSP                 |
| Laura Bottici                      | Toscana               | Toscana - 01               | Proporzionale              | M5S                        | M5S                 |
| Elena Botto                        | Liguria               | Liguria - 01               | Proporzionale              | M5S                        | M5S                 |
| Gianclaudio Bressa                 | Trentino-Alto Adige   | Trentino-Alto Adige - 01   | 01 - Bolzano               | Centro-sinistra            | Per le Autonomie    |
| Luca Briziarelli                   | Umbria                | Umbria - 01                | Proporzionale              | LSP                        | LSP                 |
| Francesco Bruzzone                 | Liguria               | Liguria - 01               | Proporzionale              | LSP                        | LSP                 |
| Maurizio Buccarella                | Puglia                | Puglia - 02                | Proporzionale              | M5S                        | Misto               |
| Roberto Calderoli                  | Lombardia             | Lombardia - 02             | Proporzionale              | LSP                        | LSP                 |
| Giacomo Caliendo                   | Lombardia             | Lombardia - 04             | Proporzionale              | FI                         | FI                  |
| Antonella Campagna                 | Sicilia               | Sicilia - 01               | Proporzionale              | M5S                        | M5S                 |
| Maurizio Campari                   | Emilia-Romagna        | Emilia-Romagna - 01        | Proporzionale              | LSP                        | LSP                 |
| Stefano Candiani                   | Lombardia             | Lombardia - 03             | 11 - Varese                | Centro-destra              | LSP                 |
| Massimo Candura                    | Veneto                | Veneto - 01                | 03 - Treviso               | Centro-destra              | LSP                 |
| Andrea Cangini                     | Marche                | Marche - 01                | Proporzionale              | FI                         | FI                  |
| Maria Cristina Cantù               | Lombardia             | Lombardia - 04             | 02 - Milano                | Centro-destra              | LSP                 |
| Vincenzo Carbone                   | Campania              | Campania - 03              | Proporzionale              | FI                         | FI                  |
| Adriano Cario                      | Estero                | –                          | –                          | USEI                       | Misto/PSI-MAIE-USEI |
| Pier Ferdinando Casini             | Emilia-Romagna        | Emilia-Romagna - 01        | 04 - Bologna               | Centro-sinistra            | Per le Autonomie    |
| Marzia Casolati                    | Piemonte              | Piemonte - 01              | 02 - Moncalieri            | Centro-destra              | LSP                 |
| Gianluca Castaldi                  | Abruzzo               | Abruzzo - 01               | Proporzionale              | M5S                        | M5S                 |
| Maria Domenica Castellone          | Campania              | Campania - 02              | 04 - Giugliano in Campania | M5S                        | M5S                 |
| Francesco Castiello                | Campania              | Campania - 03              | 11 - Battipaglia           | M5S                        | M5S                 |
| Nunzia Catalfo                     | Sicilia               | Sicilia - 02               | 08 - Catania               | M5S                        | M5S                 |
| Elena Cattaneo                     | A vita                | –                          | –                          | –                          | Per le Autonomie    |
| Andrea Causin                      | Veneto                | Veneto - 01                | Proporzionale              | FI                         | FI                  |
| Gian Marco Centinaio               | Lombardia             | Lombardia - 01             | 16 - Pavia                 | Centro-destra              | LSP                 |
| Tommaso Cerno                      | Lombardia             | Lombardia - 04             | 01 - Milano                | Centro-sinistra            | PD                  |
| Luigi Cesaro                       | Campania              | Campania - 03              | Proporzionale              | FI                         | FI                  |
| Lello Ciampolillo                  | Puglia                | Puglia - 01                | Proporzionale              | M5S                        | M5S                 |
| Andrea Cioffi                      | Campania              | Campania - 03              | 10 - Salerno               | M5S                        | M5S                 |
| Luca Ciriani                       | Friuli-Venezia Giulia | Friuli-Venezia Giulia - 01 | 02 - Udine                 | Centro-destra              | FDI                 |
| Monica Cirinnà                     | Lazio                 | Lazio - 03                 | Proporzionale              | PD                         | PD                  |
| Stefano Collina                    | Emilia-Romagna        | Emilia-Romagna - 01        | 02 - Ravenna               | Centro-sinistra            | PD                  |
| Mauro Coltorti                     | Marche                | Marche - 01                | 02 - Ancona                | M5S                        | M5S                 |
| Eugenio Comincini                  | Lombardia             | Lombardia - 04             | Proporzionale              | PD                         | PD                  |
| Donatella Conzatti                 | Trentino-Alto Adige   | Trentino-Alto Adige - 01   | 05 - Rovereto              | Centro-destra              | FI                  |
| Gian Marco Corbetta                | Lombardia             | Lombardia - 05             | Proporzionale              | M5S                        | M5S                 |
| Margherita Corrado                 | Calabria              | Calabria - 01              | 01 - Crotone               | M5S                        | M5S                 |
| Stefania Craxi                     | Lombardia             | Lombardia - 05             | 06 - Monza                 | Centro-destra              | FI                  |
| Vito Claudio Crimi                 | Lombardia             | Lombardia - 02             | Proporzionale              | M5S                        | M5S                 |
| Marco Croatti                      | Emilia-Romagna        | Emilia-Romagna - 01        | Proporzionale              | M5S                        | M5S                 |
| Mattia Crucioli                    | Liguria               | Liguria - 01               | 02 - Genova                | M5S                        | M5S                 |
| Giuseppe Cucca                     | Sardegna              | Sardegna - 01              | Proporzionale              | PD                         | PD                  |
| Franco Dal Mas                     | Friuli-Venezia Giulia | Friuli-Venezia Giulia - 01 | Proporzionale              | FI                         | FI                  |
| Luciano D'Alfonso                  | Abruzzo               | Abruzzo - 01               | Proporzionale              | PD                         | PD                  |
| Dario Damiani                      | Puglia                | Puglia - 01                | Proporzionale              | FI                         | FI                  |
| Grazia D'Angelo                    | Sicilia               | Sicilia - 02               | 06 - Messina               | M5S                        | M5S                 |
| Vincenzo D'Arienzo                 | Veneto                | Veneto - 02                | Proporzionale              | PD                         | PD                  |
| Andrea De Bertoldi                 | Trentino-Alto Adige   | Trentino-Alto Adige - 01   | 04 - Trento                | Centro-destra              | FDI                 |
| Saverio De Bonis                   | Basilicata            | Basilicata - 01            | 01 - Potenza               | M5S                        | M5S                 |
| Gregorio De Falco                  | Toscana               | Toscana - 02               | Proporzionale              | M5S                        | M5S                 |
| Danila De Lucia                    | Campania              | Campania - 01              | 01 - Benevento             | M5S                        | M5S                 |
| Loredana De Petris                 | Lazio                 | Lazio - 01                 | Proporzionale              | LeU                        | Misto/LeU           |
| Antonio De Poli                    | Veneto                | Veneto - 02                | 05 - Padova                | Centro-destra              | FI                  |
| Domenico De Siano                  | Campania              | Campania - 02              | Proporzionale              | FI                         | FI                  |
| William De Vecchis                 | Lazio                 | Lazio - 03                 | Proporzionale              | LSP                        | LSP                 |
| Gianmauro Dell'Olio                | Puglia                | Puglia - 01                | 01 - Bari                  | M5S                        | M5S                 |
| Emanuele Dessì                     | Lazio                 | Lazio - 03                 | Proporzionale              | M5S                        | M5S                 |
| Gabriella Di Girolamo              | Abruzzo               | Abruzzo - 01               | Proporzionale              | M5S                        | M5S                 |
| Luigi Di Marzio                    | Molise                | Molise - 01                | 01 - Campobasso            | M5S                        | M5S                 |
| Fabio Di Micco                     | Campania              | Campania - 02              | Proporzionale              | M5S                        | M5S                 |
| Primo Di Nicola                    | Abruzzo               | Abruzzo - 01               | 01 - Pescara               | M5S                        | M5S                 |
| Stanislao Di Piazza                | Sicilia               | Sicilia - 01               | 01 - Palermo - Resuttana   | M5S                        | M5S                 |
| Daniela Donno                      | Puglia                | Puglia - 02                | Proporzionale              | M5S                        | M5S                 |
| Tiziana Drago                      | Sicilia               | Sicilia - 02               | 07 - Acireale              | M5S                        | M5S                 |
| Meinhard Durnwalder                | Trentino-Alto Adige   | Trentino-Alto Adige - 01   | 03 - Bressanone            | SVP-PATT                   | Per le Autonomie    |
| Giovanni Endrizzi                  | Veneto                | Veneto - 02                | Proporzionale              | M5S                        | M5S                 |
| Vasco Errani                       | Emilia-Romagna        | Emilia-Romagna - 01        | Proporzionale              | LeU                        | Misto/LeU           |
| Elvira Lucia Evangelista           | Sardegna              | Sardegna - 01              | Proporzionale              | M5S                        | M5S                 |
| Antonella Faggi                    | Lombardia             | Lombardia - 03             | 08 - Lecco                 | Centro-destra              | LSP                 |
| Raffaele Fantetti                  | Estero                | –                          | –                          | Centro-destra (LSP-FI-FDI) | FI                  |
| Davide Faraone                     | Sicilia               | Sicilia - 01               | Proporzionale              | PD                         | PD                  |
| Elena Fattori                      | Lazio                 | Lazio - 03                 | Proporzionale              | M5S                        | M5S                 |
| Giovan Battista Fazzolari          | Piemonte              | Piemonte - 02              | Proporzionale              | FDI                        | FDI                 |
| Claudio Fazzone                    | Lazio                 | Lazio - 03                 | 09 - Latina                | Centro-destra              | FI                  |
| Giorgio Fede                       | Marche                | Marche - 01                | 03 - Ascoli Piceno         | M5S                        | M5S                 |
| Valeria Fedeli                     | Campania              | Campania - 01              | Proporzionale              | PD                         | PD                  |
| Emiliano Fenu                      | Sardegna              | Sardegna - 01              | 02 - Nuoro                 | M5S                        | M5S                 |
| Gianluca Ferrara                   | Toscana               | Toscana - 01               | Proporzionale              | M5S                        | M5S                 |
| Alan Ferrari                       | Lombardia             | Lombardia - 01             | Proporzionale              | PD                         | PD                  |
| Andrea Ferrazzi                    | Veneto                | Veneto - 01                | Proporzionale              | PD                         | PD                  |
| Roberta Ferrero                    | Piemonte              | Piemonte - 01              | 03 - Torino - Collegno     | Centro-destra              | LSP                 |
| Massimo Ferro                      | Veneto                | Veneto - 02                | Proporzionale              | FI                         | FI                  |
| Barbara Floridia                   | Sicilia               | Sicilia - 02               | Proporzionale              | M5S                        | M5S                 |
| Emilio Floris                      | Sardegna              | Sardegna - 01              | Proporzionale              | FI                         | FI                  |
| Sonia Fregolent                    | Veneto                | Veneto - 01                | 02 - Belluno               | Centro-destra              | LSP                 |
| Umberto Fusco                      | Lazio                 | Lazio - 02                 | 06 - Guidonia Montecelio   | Centro-destra              | LSP                 |
| Adriano Galliani                   | Lombardia             | Lombardia - 03             | Proporzionale              | FI                         | FI                  |
| Agnese Gallicchio                  | Basilicata            | Basilicata - 01            | Proporzionale              | M5S                        | M5S                 |
| Maria Alessandra Gallone           | Lombardia             | Lombardia - 02             | 12 - Bergamo               | Centro-destra              | FI                  |
| Laura Garavini                     | Estero                | –                          | –                          | PD                         | PD                  |
| Vincenzo Garruti                   | Puglia                | Puglia - 01                | Proporzionale              | M5S                        | M5S                 |
| Maurizio Gasparri                  | Lazio                 | Lazio - 02                 | Proporzionale              | FI                         | FI                  |
| Felicia Gaudiano                   | Campania              | Campania - 03              | Proporzionale              | M5S                        | M5S                 |
| Niccolò Ghedini                    | Veneto                | Veneto - 02                | 06 - Bassano del Grappa    | Centro-destra              | FI                  |
| Francesco Giacobbe                 | Estero                | –                          | –                          | PD                         | PD                  |
| Gabriella Giammanco                | Sicilia               | Sicilia - 02               | Proporzionale              | FI                         | FI                  |
| Silvana Giannuzzi                  | Campania              | Campania - 02              | Proporzionale              | M5S                        | M5S                 |
| Mario Michele Giarrusso            | Sicilia               | Sicilia - 02               | Proporzionale              | M5S                        | M5S                 |
| Nadia Ginetti                      | Umbria                | Umbria - 01                | Proporzionale              | PD                         | PD                  |
| Francesco Maria Giro               | Lazio                 | Lazio - 01                 | Proporzionale              | FI                         | FI                  |
| Gianni Pietro Girotto              | Veneto                | Veneto - 01                | Proporzionale              | M5S                        | M5S                 |
| Bianca Laura Granato               | Calabria              | Calabria - 01              | Proporzionale              | M5S                        | M5S                 |
| Ugo Grassi                         | Campania              | Campania - 01              | 03 - Avellino              | M5S                        | M5S                 |
| Pietro Grasso                      | Sicilia               | Sicilia - 01               | Proporzionale              | LeU                        | Misto/LeU           |
| Leonardo Grimani                   | Umbria                | Umbria - 01                | Proporzionale              | PD                         | PD                  |
| Barbara Guidolin                   | Veneto                | Veneto - 02                | Proporzionale              | M5S                        | M5S                 |
| Antonio Iannone                    | Campania              | Campania - 03              | Proporzionale              | FDI                        | FDI                 |
| Vanna Iori                         | Emilia-Romagna        | Emilia-Romagna - 02        | 06 - Reggio Emilia         | Centro-sinistra            | PD                  |
| Toni Iwobi                         | Lombardia             | Lombardia - 02             | Proporzionale              | LSP                        | LSP                 |
| Virginia La Mura                   | Campania              | Campania - 03              | 09 - Torre del Greco       | M5S                        | M5S                 |
| Patrizio Giacomo La Pietra         | Toscana               | Toscana - 01               | 03 - Prato                 | Centro-destra              | FDI                 |
| Ignazio La Russa                   | Lombardia             | Lombardia - 04             | 04 - Rozzano               | Centro-destra              | FDI                 |
| Pasqua L'Abbate                    | Puglia                | Puglia - 02                | 04 - Brindisi              | M5S                        | M5S                 |
| Francesco Laforgia                 | Lombardia             | Lombardia - 04             | Proporzionale              | LeU                        | Misto/LeU           |
| Albert Lanièce                     | Valle d'Aosta         | –                          | –                          | PD-UV-UVP-EPAV             | Per le Autonomie    |
| Elio Lannutti                      | Lazio                 | Lazio - 02                 | Proporzionale              | M5S                        | M5S                 |
| Gabriele Lanzi                     | Emilia-Romagna        | Emilia-Romagna - 02        | Proporzionale              | M5S                        | M5S                 |
| Mauro Laus                         | Piemonte              | Piemonte - 01              | 04 - Torino                | Centro-sinistra            | PD                  |
| Cinzia Leone                       | Sicilia               | Sicilia - 01               | Proporzionale              | M5S                        | M5S                 |
| Barbara Lezzi                      | Puglia                | Puglia - 02                | 06 - Nardò                 | M5S                        | M5S                 |
| Ettore Licheri                     | Sardegna              | Sardegna - 01              | Proporzionale              | M5S                        | M5S                 |
| Arnaldo Lomuti                     | Basilicata            | Basilicata - 01            | Proporzionale              | M5S                        | M5S                 |
| Alessandrina Lonardo               | Campania              | Campania - 01              | Proporzionale              | FI                         | FI                  |
| Pietro Lorefice                    | Sicilia               | Sicilia - 01               | 05 - Gela                  | M5S                        | M5S                 |
| Stefano Lucidi                     | Umbria                | Umbria - 01                | Proporzionale              | M5S                        | M5S                 |
| Giulia Lupo                        | Lazio                 | Lazio - 03                 | 08 - Roma - Fiumicino      | M5S                        | M5S                 |
| Lara Magoni                        | Lombardia             | Lombardia - 02             | Proporzionale              | FDI                        | FDI                 |
| Ernesto Magorno                    | Calabria              | Calabria - 01              | Proporzionale              | PD                         | PD                  |
| Alessandra Maiorino                | Lazio                 | Lazio - 02                 | Proporzionale              | M5S                        | M5S                 |
| Lucio Malan                        | Piemonte              | Piemonte - 01              | Proporzionale              | FI                         | FI                  |
| Massimo Mallegni                   | Toscana               | Toscana - 02               | 05 - Lucca                 | Centro-destra              | FI                  |
| Simona Malpezzi                    | Lombardia             | Lombardia - 02             | Proporzionale              | PD                         | PD                  |
| Daniele Manca                      | Emilia-Romagna        | Emilia-Romagna - 01        | Proporzionale              | PD                         | PD                  |
| Giuseppe Mangialavori              | Calabria              | Calabria - 01              | Proporzionale              | FI                         | FI                  |
| Matteo Mantero                     | Liguria               | Liguria - 01               | Proporzionale              | M5S                        | M5S                 |
| Maria Laura Mantovani              | Emilia-Romagna        | Emilia-Romagna - 02        | Proporzionale              | M5S                        | M5S                 |
| Andrea Marcucci                    | Toscana               | Toscana - 01               | Proporzionale              | PD                         | PD                  |
| Salvatore Margiotta                | Basilicata            | Basilicata - 01            | Proporzionale              | PD                         | PD                  |
| Gianni Marilotti                   | Sardegna              | Sardegna - 01              | 01 - Cagliari              | M5S                        | M5S                 |
| Raffaella Fiormaria Marin          | Friuli-Venezia Giulia | Friuli-Venezia Giulia - 01 | Proporzionale              | LSP                        | LSP                 |
| Gaspare Antonio Marinello          | Sicilia               | Sicilia - 01               | 04 - Agrigento             | M5S                        | M5S                 |
| Mauro Maria Marino                 | Piemonte              | Piemonte - 01              | Proporzionale              | PD                         | PD                  |
| Marco Marsilio                     | Lazio                 | Lazio - 02                 | Proporzionale              | FDI                        | FDI                 |
| Carlo Martelli                     | Piemonte              | Piemonte - 02              | Proporzionale              | M5S                        | Misto               |
| Roberto Marti                      | Puglia                | Puglia - 02                | Proporzionale              | LSP                        | LSP                 |
| Barbara Masini                     | Toscana               | Toscana - 01               | Proporzionale              | FI                         | FI                  |
| Susy Matrisciano                   | Piemonte              | Piemonte - 02              | Proporzionale              | M5S                        | M5S                 |
| Raffaele Mautone                   | Campania              | Campania - 02              | 06 - Casoria               | M5S                        | M5S                 |
| Ricardo Antonio Merlo              | Estero                | –                          | –                          | MAIE                       | Misto/PSI-MAIE-USEI |
| Alfredo Messina                    | Lombardia             | Lombardia - 05             | Proporzionale              | FI                         | FI                  |
| Assuntela Messina                  | Puglia                | Puglia - 01                | Proporzionale              | PD                         | PD                  |
| Cataldo Mininno                    | Puglia                | Puglia - 02                | Proporzionale              | M5S                        | M5S                 |
| Anna Carmela Minuto                | Puglia                | Puglia - 01                | Proporzionale              | FI                         | FI                  |
| Franco Mirabelli                   | Lombardia             | Lombardia - 05             | Proporzionale              | PD                         | PD                  |
| Antonio Misiani                    | Lombardia             | Lombardia - 02             | Proporzionale              | PD                         | PD                  |
| Fiammetta Modena                   | Umbria                | Umbria - 01                | Proporzionale              | FI                         | FI                  |
| Giuseppe Moles                     | Basilicata            | Basilicata - 01            | Proporzionale              | FI                         | FI                  |
| Francesco Mollame                  | Sicilia               | Sicilia - 01               | 03 - Marsala               | M5S                        | M5S                 |
| Enrico Montani                     | Piemonte              | Piemonte - 02              | Proporzionale              | LSP                        | LSP                 |
| Michela Montevecchi                | Emilia-Romagna        | Emilia-Romagna - 01        | Proporzionale              | M5S                        | M5S                 |
| Mario Monti                        | A vita                | –                          | –                          | –                          | Misto               |
| Vilma Moronese                     | Campania              | Campania - 01              | 02 - Caserta               | M5S                        | M5S                 |
| Nicola Morra                       | Calabria              | Calabria - 01              | 02 - Cosenza               | M5S                        | M5S                 |
| Tommaso Nannicini                  | Lombardia             | Lombardia - 04             | Proporzionale              | PD                         | PD                  |
| Giorgio Napolitano                 | A vita                | –                          | –                          | –                          | Per le Autonomie    |
| Gaetano Nastri                     | Piemonte              | Piemonte - 02              | 05 - Novara                | Centro-destra              | FDI                 |
| Gisella Naturale                   | Puglia                | Puglia - 01                | Proporzionale              | M5S                        | M5S                 |
| Riccardo Nencini                   | Toscana               | Toscana - 01               | 04 - Arezzo                | Centro-sinistra            | Misto/PSI-MAIE-USEI |
| Tiziana Nisini                     | Toscana               | Toscana - 02               | Proporzionale              | LSP                        | LSP                 |
| Simona Nunzia Nocerino             | Lombardia             | Lombardia - 04             | Proporzionale              | M5S                        | M5S                 |
| Paola Nugnes                       | Campania              | Campania - 02              | 08 - Napoli - Fuorigrotta  | M5S                        | M5S                 |
| Fabrizio Ortis                     | Molise                | Molise - 01                | Proporzionale              | M5S                        | M5S                 |
| Franco Ortolani                    | Campania              | Campania - 02              | 07 - Napoli - San Carlo    | M5S                        | M5S                 |
| Andrea Ostellari                   | Veneto                | Veneto - 02                | Proporzionale              | LSP                        | LSP                 |
| Marinella Pacifico                 | Lazio                 | Lazio - 03                 | Proporzionale              | M5S                        | M5S                 |
| Nazario Pagano                     | Abruzzo               | Abruzzo - 01               | Proporzionale              | FI                         | FI                  |
| Urania Papatheu                    | Sicilia               | Sicilia - 01               | Proporzionale              | FI                         | FI                  |
| Gianluigi Paragone                 | Lombardia             | Lombardia - 03             | Proporzionale              | M5S                        | M5S                 |
| Annamaria Parente                  | Lazio                 | Lazio - 01                 | Proporzionale              | PD                         | PD                  |
| Adriano Paroli                     | Lombardia             | Lombardia - 02             | 14 - Brescia               | Centro-destra              | FI                  |
| Dario Parrini                      | Toscana               | Toscana - 01               | 02 - Sesto Fiorentino      | Centro-sinistra            | PD                  |
| Edoardo Patriarca                  | Emilia-Romagna        | Emilia-Romagna - 02        | 05 - Modena                | Centro-sinistra            | PD                  |
| Stefano Patuanelli                 | Friuli-Venezia Giulia | Friuli-Venezia Giulia - 01 | Proporzionale              | M5S                        | M5S                 |
| Giuliano Pazzaglini                | Marche                | Marche - 01                | Proporzionale              | LSP                        | LSP                 |
| Emanuele Pellegrini                | Lombardia             | Lombardia - 05             | 05 - Cologno Monzese       | Centro-destra              | LSP                 |
| Marco Pellegrini                   | Puglia                | Puglia - 01                | 08 - Foggia                | M5S                        | M5S                 |
| Pasquale Pepe                      | Basilicata            | Basilicata - 01            | Proporzionale              | LSP                        | LSP                 |
| Simona Pergreffi                   | Lombardia             | Lombardia - 02             | 13 - Treviglio             | Centro-destra              | LSP                 |
| Gianluca Perilli                   | Lazio                 | Lazio - 01                 | Proporzionale              | M5S                        | M5S                 |
| Marco Perosino                     | Piemonte              | Piemonte - 02              | 08 - Cuneo                 | Centro-destra              | FI                  |
| Daniele Pesco                      | Lombardia             | Lombardia - 04             | Proporzionale              | M5S                        | M5S                 |
| Vito Petrocelli                    | Basilicata            | Basilicata - 01            | Proporzionale              | M5S                        | M5S                 |
| Cesare Pianasso                    | Piemonte              | Piemonte - 01              | Proporzionale              | LSP                        | LSP                 |
| Renzo Piano                        | A vita                | –                          | –                          | –                          | Nessuno             |
| Angela Piarulli                    | Puglia                | Puglia - 01                | 02 - Altamura              | M5S                        | M5S                 |
| Gilberto Pichetto Fratin           | Piemonte              | Piemonte - 02              | 06 - Vercelli              | Centro-destra              | FI                  |
| Simone Pillon                      | Lombardia             | Lombardia - 04             | Proporzionale              | LSP                        | LSP                 |
| Roberta Pinotti                    | Piemonte              | Piemonte - 02              | Proporzionale              | PD                         | PD                  |
| Daisy Pirovano                     | Lombardia             | Lombardia - 02             | Proporzionale              | LSP                        | LSP                 |
| Elisa Pirro                        | Piemonte              | Piemonte - 01              | Proporzionale              | M5S                        | M5S                 |
| Giuseppe Pisani                    | Sicilia               | Sicilia - 02               | 09 - Siracusa              | M5S                        | M5S                 |
| Pietro Pisani                      | Emilia-Romagna        | Emilia-Romagna - 02        | 08 - Piacenza              | Centro-destra              | LSP                 |
| Gianni Pittella                    | Campania              | Campania - 03              | Proporzionale              | PD                         | PD                  |
| Mario Pittoni                      | Friuli-Venezia Giulia | Friuli-Venezia Giulia - 01 | Proporzionale              | LSP                        | LSP                 |
| Nadia Pizzol                       | Veneto                | Veneto - 02                | Proporzionale              | LSP                        | LSP                 |
| Vincenzo Presutto                  | Campania              | Campania - 02              | Proporzionale              | M5S                        | M5S                 |
| Stefania Pucciarelli               | Liguria               | Liguria - 01               | 03 - Genova - La Spezia    | Centro-destra              | LSP                 |
| Sergio Puglia                      | Campania              | Campania - 03              | Proporzionale              | M5S                        | M5S                 |
| Gaetano Quagliariello              | Abruzzo               | Abruzzo - 01               | 02 - L'Aquila              | Centro-destra              | FI                  |
| Ruggiero Quarto                    | Puglia                | Puglia - 01                | 03 - Andria                | M5S                        | M5S                 |
| Roberto Rampi                      | Lombardia             | Lombardia - 05             | Proporzionale              | PD                         | PD                  |
| Isabella Rauti                     | Lombardia             | Lombardia - 01             | 18 - Mantova               | Centro-destra              | FDI                 |
| Matteo Renzi                       | Toscana               | Toscana - 01               | 01 - Firenze               | Centro-sinistra            | PD                  |
| Alessandra Riccardi                | Lombardia             | Lombardia - 05             | Proporzionale              | M5S                        | M5S                 |
| Sabrina Ricciardi                  | Campania              | Campania - 01              | Proporzionale              | M5S                        | M5S                 |
| Matteo Richetti                    | Emilia-Romagna        | Emilia-Romagna - 02        | Proporzionale              | PD                         | PD                  |
| Paolo Ripamonti                    | Liguria               | Liguria - 01               | 01 - Savona                | Centro-destra              | LSP                 |
| Erica Rivolta                      | Lombardia             | Lombardia - 03             | 10 - Como                  | Centro-destra              | LSP                 |
| Maria Rizzotti                     | Piemonte              | Piemonte - 02              | Proporzionale              | FI                         | FI                  |
| Tatjana Rojc                       | Friuli-Venezia Giulia | Friuli-Venezia Giulia - 01 | Proporzionale              | PD                         | PD                  |
| Sergio Romagnoli                   | Marche                | Marche - 01                | Proporzionale              | M5S                        | M5S                 |
| Paolo Romani                       | Lombardia             | Lombardia - 05             | 07 - Sesto San Giovanni    | Centro-destra              | FI                  |
| Iunio Valerio Romano               | Puglia                | Puglia - 02                | 05 - Lecce                 | M5S                        | M5S                 |
| Massimiliano Romeo                 | Lombardia             | Lombardia - 05             | Proporzionale              | LSP                        | LSP                 |
| Licia Ronzulli                     | Lombardia             | Lombardia - 03             | 09 - Cantù                 | Centro-destra              | FI                  |
| Mariarosaria Rossi                 | Lazio                 | Lazio - 03                 | Proporzionale              | FI                         | FI                  |
| Anna Rossomando                    | Piemonte              | Piemonte - 01              | Proporzionale              | PD                         | PD                  |
| Carlo Rubbia                       | A vita                | –                          | –                          | –                          | Nessuno             |
| Gianfranco Rufa                    | Lazio                 | Lazio - 02                 | Proporzionale              | LSP                        | LSP                 |
| Massimo Ruspandini                 | Lazio                 | Lazio - 03                 | 07 - Frosinone             | Centro-destra              | FDI                 |
| Loredana Russo                     | Sicilia               | Sicilia - 01               | 02 - Palermo - Bagheria    | M5S                        | M5S                 |
| Antonio Saccone                    | Lazio                 | Lazio - 03                 | 10 - Velletri              | Centro-destra              | FI                  |
| Matteo Salvini                     | Calabria              | Calabria - 01              | Proporzionale              | LSP                        | LSP                 |
| Daniela Santanchè                  | Lombardia             | Lombardia - 01             | 17 - Cremona               | Centro-destra              | FDI                 |
| Vincenzo Santangelo                | Sicilia               | Sicilia - 01               | Proporzionale              | M5S                        | M5S                 |
| Agostino Santillo                  | Campania              | Campania - 01              | Proporzionale              | M5S                        | M5S                 |
| Maria Saponara                     | Emilia-Romagna        | Emilia-Romagna - 02        | 07 - Parma                 | Centro-destra              | LSP                 |
| Paolo Saviane                      | Veneto                | Veneto - 01                | Proporzionale              | LSP                        | LSP                 |
| Rosellina Sbrana                   | Toscana               | Toscana - 02               | 06 - Pisa                  | Centro-destra              | LSP                 |
| Daniela Sbrollini                  | Veneto                | Veneto - 02                | Proporzionale              | PD                         | PD                  |
| Renato Schifani                    | Sicilia               | Sicilia - 01               | Proporzionale              | FI                         | FI                  |
| Salvatore Sciascia                 | Lombardia             | Lombardia - 04             | 03 - Milano - Legnano      | Centro-destra              | FI                  |
| Liliana Segre                      | A vita                | –                          | –                          | –                          | Misto               |
| Giancarlo Serafini                 | Lombardia             | Lombardia - 01             | Proporzionale              | FI                         | FI                  |
| Marco Siclari                      | Calabria              | Calabria - 01              | 04 - Reggio Calabria       | Centro-destra              | FI                  |
| Pierpaolo Sileri                   | Lazio                 | Lazio - 02                 | 04 - Roma - Collatino      | M5S                        | M5S                 |
| Armando Siri                       | Emilia-Romagna        | Emilia-Romagna - 02        | Proporzionale              | LSP                        | LSP                 |
| Christian Solinas                  | Sardegna              | Sardegna - 01              | Proporzionale              | LSP                        | LSP                 |
| Laura Stabile                      | Friuli-Venezia Giulia | Friuli-Venezia Giulia - 01 | 01 - Trieste               | Centro-destra              | FI                  |
| Raffaele Stancanelli               | Sicilia               | Sicilia - 02               | Proporzionale              | FDI                        | FDI                 |
| Erika Stefani                      | Veneto                | Veneto - 02                | 07 - Vicenza               | Centro-destra              | LSP                 |
| Dario Stefano                      | Puglia                | Puglia - 02                | Proporzionale              | PD                         | PD                  |
| Dieter Steger                      | Trentino-Alto Adige   | Trentino-Alto Adige - 01   | Proporzionale              | SVP-PATT                   | Per le Autonomie    |
| Valeria Sudano                     | Sicilia               | Sicilia - 02               | Proporzionale              | PD                         | PD                  |
| Mino Taricco                       | Piemonte              | Piemonte - 02              | Proporzionale              | PD                         | PD                  |
| Paola Taverna                      | Lazio                 | Lazio - 01                 | 02 - Roma - Tuscolano      | M5S                        | M5S                 |
| Donatella Tesei                    | Umbria                | Umbria - 01                | 02 - Terni                 | Centro-destra              | LSP                 |
| Elena Testor                       | Trentino-Alto Adige   | Trentino-Alto Adige - 01   | 06 - Pergine Valsugana     | Centro-destra              | FI                  |
| Maria Virginia Tiraboschi          | Piemonte              | Piemonte - 01              | 01 - Settimo Torinese      | Centro-destra              | FI                  |
| Roberta Toffanin                   | Veneto                | Veneto - 01                | 04 - Toffanin              | Centro-destra              | FI                  |
| Danilo Toninelli                   | Lombardia             | Lombardia - 01             | Proporzionale              | M5S                        | M5S                 |
| Paolo Tosato                       | Veneto                | Veneto - 02                | 08 - Verona                | Centro-destra              | LSP                 |
| Achille Totaro                     | Toscana               | Toscana - 01               | Proporzionale              | FDI                        | FDI                 |
| Fabrizio Trentacoste               | Sicilia               | Sicilia - 01               | Proporzionale              | M5S                        | M5S                 |
| Mario Turco                        | Puglia                | Puglia - 02                | 07 - Taranto               | M5S                        | M5S                 |
| Juliane Unterberger                | Trentino-Alto Adige   | Trentino-Alto Adige - 01   | 02 - Merano                | SVP-PATT                   | Per le Autonomie    |
| Francesco Urraro                   | Campania              | Campania - 03              | 05 - Portici               | M5S                        | M5S                 |
| Adolfo Urso                        | Veneto                | Veneto - 02                | Proporzionale              | FDI                        | FDI                 |
| Sergio Vaccaro                     | Campania              | Campania - 02              | Proporzionale              | M5S                        | M5S                 |
| Valeria Valente                    | Campania              | Campania - 02              | Proporzionale              | PD                         | PD                  |
| Gianpaolo Vallardi                 | Veneto                | Veneto - 01                | Proporzionale              | LSP                        | LSP                 |
| Orietta Vanin                      | Veneto                | Veneto - 01                | Proporzionale              | M5S                        | M5S                 |
| Vito Vattuone                      | Liguria               | Liguria - 01               | Proporzionale              | PD                         | PD                  |
| Francesco Verducci                 | Marche                | Marche - 01                | Proporzionale              | PD                         | PD                  |
| Manuel Vescovi                     | Toscana               | Toscana - 01               | Proporzionale              | LSP                        | LSP                 |
| Luigi Vitali                       | Puglia                | Puglia - 02                | Proporzionale              | FI                         | FI                  |
| Gelsomina Vono                     | Calabria              | Calabria - 01              | 03 - Catanzaro             | M5S                        | M5S                 |
| Francesco Zaffini                  | Umbria                | Umbria - 01                | 01 - Perugia               | Centro-destra              | FDI                 |
| Luigi Zanda                        | Lazio                 | Lazio - 01                 | Proporzionale              | PD                         | PD                  |
| Cristiano Zuliani                  | Veneto                | Veneto - 02                | Proporzionale              | LSP                        | LSP                 |

## Surrogazione dei candidati plurieletti
Di seguito i senatori plurieletti in più circoscrizioni e i relativi senatori surroganti.
| Lista | Plurieletto        | Opzione        | Surrogante               | Circoscrizione        |
| ----- | ------------------ | -------------- | ------------------------ | --------------------- |
| LSP   | Alberto Bagnai     | Abruzzo        | Manuel Vescovi           | Toscana               |
| LSP   | Alberto Bagnai     | Abruzzo        | William De Vecchis       | Lazio                 |
| FI    | Anna Maria Bernini | Emilia-Romagna | Francesco Maria Giro     | Lazio                 |
| LSP   | Giulia Bongiorno   | Sicilia        | Cesare Pianasso          | Piemonte              |
| LSP   | Giulia Bongiorno   | Sicilia        | Massimiliano Romeo       | Lombardia             |
| LSP   | Giulia Bongiorno   | Sicilia        | Gianfranco Rufa          | Lazio                 |
| PD    | Tommaso Cerno      | Lombardia      | Tatjana Rojc             | Friuli-Venezia Giulia |
| PD    | Valeria Fedeli     | Campania       | Alan Ferrari             | Lombardia             |
| PD    | Valeria Fedeli     | Campania       | Paola Boldrini           | Emilia-Romagna        |
| LEU   | Pietro Grasso      | Sicilia        | Loredana De Petris       | Lazio                 |
| LSP   | Simona Pergreffi   | Lombardia      | Giorgio Maria Bergesio   | Piemonte              |
| PD    | Roberta Pinotti    | Piemonte       | Caterina Biti            | Toscana               |
| PD    | Matteo Renzi       | Toscana        | Leonardo Grimani         | Umbria                |
| PD    | Matteo Renzi       | Toscana        | Valeria Valente          | Campania              |
| FI    | Paolo Romani       | Lombardia      | Enrico Aimi              | Emilia-Romagna        |
| FI    | Licia Ronzulli     | Lombardia      | Anna Carmela Minuto      | Puglia                |
| LSP   | Matteo Salvini     | Calabria       | Simone Pillon            | Lombardia             |
| LSP   | Matteo Salvini     | Calabria       | Francesco Bruzzone       | Liguria               |
| LSP   | Matteo Salvini     | Calabria       | Cinzia Bonfrisco         | Lazio                 |
| FDI   | Daniela Santanchè  | Lombardia      | Giovanbattista Fazzolari | Piemonte              |
| FDI   | Daniela Santanchè  | Lombardia      | Adolfo Urso              | Veneto                |
| LSP   | Christian Solinas  | Sardegna       | Luigi Augussori          | Lombardia             |
| LSP   | Erika Stefani      | Veneto         | Tiziana Nisini           | Toscana               |

## Modifiche intervenute

### Modifiche intervenute nella composizione dell'assemblea
| Uscente                         | Subentrante                     | Data cessazione  | Data subentro     | Gruppo subentrante | Causa cessazione |
| ------------------------------- | ------------------------------- | ---------------- | ----------------- | ------------------ | --- |
| Lara Magoni                     | Gianpietro Maffoni              | 10 luglio 2018   | 10 luglio 2018    | FDI                | Dimissioni (incompatibilità con la carica di assessore regionale) |
| Marco Marsilio                  | Nicola Calandrini               | 19 marzo 2019    | 19 marzo 2019     | FDI                | Dimissioni (incompatibilità con la carica di Presidente della Giunta regionale)                                                                                           |
| Christian Solinas               | Michelina Lunesu                | 19 giugno 2019   | 19 giugno 2019    | LSP-PSDA           | Dimissioni (incompatibilità con la carica di Presidente della Giunta regionale)                                                                                           |
| Raffaele Stancanelli            | Giovanna Petrenga               | 1º luglio 2019   | 2 luglio 2019     | FDI                | Dimissioni (incompatibilità con la carica di europarlamentare) |
| Anna Cinzia Bonfrisco           | Kristalia Rachele Papaevangeliu | 1º luglio 2019   | 2 luglio 2019     | LSP-PSDA           | Dimissioni (incompatibilità con la carica di europarlamentare) |
| Matteo Salvini                  | Fulvia Michela Caligiuri        | 31 luglio 2019   | 31 luglio 2019    | FI                 | Annullamento elezione (collegio plurinominale Calabria - 01) |
| Kristalia Rachele Papaevangeliu | Matteo Salvini                  | 31 luglio 2019   | 31 luglio 2019    | LSP                | Rideterminazione circoscrizione di elezione opzionata (collegio plurinominale Lazio - 01)                                                                                 |
| Edoardo Patriarca (PD)          | Stefano Corti                   | 31 luglio 2019   | 31 luglio 2019    | LSP                | Annullamento elezione (collegio uninominale 05 - Modena) |
| Vacante                         | Emma Pavanelli                  | –                | 31 luglio 2019    | M5S                | Assegnazione del seggio spettante al collegio plurinominale Sicilia - 02, non attribuito per «incapienza della lista» e recuperato dal collegio plurinominale Umbria - 01 |
| Franco Ortolani                 | Sandro Ruotolo                  | 22 novembre 2019 | 27 febbraio 2020  | Misto              | Decesso (sostituzione dopo le elezioni suppletive nel collegio uninominale 07 - Napoli - San Carlo all'Arena)                                                             |
| Donatella Tesei                 | Valeria Alessandrini            | 2 dicembre 2019  | 12 marzo 2020     | LSP-PSDA           | Dimissioni (incompatibilità con la carica di Presidente della Giunta regionale; sostituzione dopo le elezioni suppletive nel collegio uninominale 02 - Terni)             |
| Stefano Bertacco                | Luca De Carlo                   | 14 giugno 2020   | 24 settembre 2020 | FDI                | Decesso (sostituzione dopo le elezioni suppletive nel collegio uninominale 09 - Villafranca di Verona)                                                                    |
| Vittoria Bogo Deledda (M5S)     | Carlo Doria                     | 17 marzo 2020    | 25 settembre 2020 | LSP-PSDA           | Decesso (sostituzione dopo le elezioni suppletive nel collegio uninominale 03 - Sassari)                                                                                  |
| Paolo Saviane                   | Tilde Minasi                    | 20 agosto 2021   | 2 dicembre 2021   | LSP-PSDA           | Decesso (seggio assegnato al candidato primo dei non eletti della lista Lega della regione Calabria)                                                                      |
| Anna Carmela Minuto             | Michele Boccardi                | 2 dicembre 2021  | 2 dicembre 2021   | FI-UDC             | Riassegnazione del seggio spettante alla lista Forza Italia dal collegio plurinominale Puglia - 01 al collegio plurinominale Puglia - 02                                  |
| Adriano Cario (USEI)            | Fabio Porta                     | 2 dicembre 2021  | 12 gennaio 2022   | Misto              | Elezione annullata e sottrazione di un seggio all'USEI a vantaggio del PD                                                                                                 |
| Tilde Minasi                    | Fausto De Angelis               | 30 marzo 2022    | 31 marzo 2022     | LSP-PSDA           | Dimissioni (incompatibilità con la carica di assessore regionale) |
| Niccolò Ghedini                 | –                               | 17 agosto 2022   | –                 | –                  | Decesso |

### Modifiche intervenute nella composizione dei gruppi parlamentari

#### Movimento 5 Stelle
- In data 31.01.2019 lasciano il gruppo Saverio De Bonis e Gregorio De Falco, che aderiscono al gruppo misto.
- In data 28.06.2019 lascia il gruppo Paola Nugnes, che aderisce al gruppo misto.
- In data 01.08.2019 la consistenza del gruppo aumenta di un'unità per l'adesione di  Emma Pavanelli, assegnataria del seggio rimasto vacante e di spettanza della lista M5S.
- In data 24.09.2019 lascia il gruppo Gelsomina Vono, che aderisce al gruppo IV-PSI.
- In data 01.11.2019 lascia il gruppo Elena Fattori, che aderisce al gruppo misto.
- In data 22.11.2019 la consistenza del gruppo diminuisce di un'unità per il decesso di Franco Ortolani, in surrogazione del quale è proclamato eletto Sandro Ruotolo che aderisce al gruppo misto.
- In data 11.12.2019 lasciano il gruppo Ugo Grassi, Stefano Lucidi e Francesco Urraro, che aderiscono al gruppo LSP.
- In data 03.01.2020 lascia il gruppo Gianluigi Paragone, che aderisce al gruppo misto.
- In data 15.01.2020 lascia il gruppo Luigi Di Marzio, che aderisce al gruppo misto.
- In data 04.02.2020 lascia il gruppo Lello Ciampolillo, che aderisce al gruppo misto.
- In data 17.03.2020 la consistenza del gruppo diminuisce di un'unità per il decesso di Vittoria Bogo Deledda, in surrogazione della quale è proclamato eletto Carlo Doria che aderisce al gruppo LSP.
- In data 23.04.2020 lascia il gruppo Mario Michele Giarrusso, che aderisce al gruppo misto.
- In data 22.06.2020 lascia il gruppo Alessandra Riccardi, che aderisce al gruppo LSP.
- In data 20.10.2020 lascia il gruppo Marinella Pacifico, che aderisce al gruppo misto.
- In data 26.10.2020 lascia il gruppo Tiziana Drago, che aderisce al gruppo misto.
- In data 10.11.2020 lascia il gruppo Gianni Marilotti, che aderisce al gruppo misto.
- In data 18.02.2021 lasciano il gruppo Rosa Silvana Abate, Luisa Angrisani, Margherita Corrado, Mattia Crucioli, Fabio Di Micco, Silvana Giannuzzi, Bianca Laura Granato, Virginia La Mura, Elio Lannutti, Barbara Lezzi, Matteo Mantero, Cataldo Mininno, Vilma Moronese, Nicola Morra e Fabrizio Ortis, che aderiscono al gruppo misto.
- In data 24.02.2021 lascia il gruppo Emanuele Dessì, che aderisce al gruppo misto.
- In data 08.03.2021 lascia il gruppo Francesco Mollame, che aderisce al gruppo misto.
- In data 28.07.2021 lascia il gruppo Elena Botto, che aderisce al gruppo misto.
- In data 18.01.2022 lascia il gruppo Elvira Lucia Evangelista, che aderisce al gruppo IV-PSI.
- In data 17.05.2022 lascia il gruppo Vito Petrocelli, che aderisce al gruppo CAL - PC - IDV.
- In data 21.06.2022 lasciano il gruppo Antonella Campagna, Primo Di Nicola, Daniela Donno, Raffaele Mautone, Simona Nocerino, Vincenzo Presutto, Loredana Russo, Pierpaolo Sileri, Fabrizio Trentacoste e Sergio Vaccaro, che aderiscono al gruppo IpF-CD.
- In data 13.07.2022 lascia il gruppo Cinzia Leone, che aderisce al gruppo IpF-CD.
- In data 18.07.2022 aderisce al gruppo Fabio Di Micco, proveniente dal gruppo misto.

#### Forza Italia - UDC
- In data 01.08.2019 la consistenza del gruppo aumenta di un'unità per l'adesione di Fulvia Michela Caligiuri, proclamata eletta in surrogazione di Matteo Salvini già appartenente al gruppo LSP.
- In data 17.09.2019 lascia il gruppo Donatella Conzatti, che aderisce al gruppo IV-PSI.
- In data 02.06.2020 lascia il gruppo Elena Testor, che aderisce al gruppo LSP.
- In data 30.06.2020 lascia il gruppo Vincenzo Carbone, che aderisce al gruppo IV-PSI.
- In data 22.07.2020 lasciano il gruppo Massimo Vittorio Berutti, Gaetano Quagliariello e Paolo Romani, che aderiscono al gruppo misto.
- In data 28.07.2020 lascia il gruppo Alessandrina Lonardo, che aderisce al gruppo misto.
- In data 11.10.2020 lascia il gruppo Raffaele Fantetti, che aderisce al gruppo misto/MAIE-Italia.
- In data 25.01.2021 lasciano il gruppo Andrea Causin e Mariarosaria Rossi, che aderiscono al gruppo Europeisti-MAIE-CD.
- In data 27.05.2021 lascia il gruppo Sandro Biasotti, che aderisce al gruppo misto.
- In data 18.07.2021 lascia il gruppo Lucio Malan, che aderisce al gruppo FDI.
- In data 19.01.2022 aderiscono al gruppo Saverio De Bonis, proveniente dal gruppo misto, e Gelsomina Vono, proveniente dal gruppo IV-PSI.
- In data 01.02.2022 lascia il gruppo Barbara Masini, che aderisce al gruppo misto/+Europa - Azione.
- In data 20.07.2022 lascia il gruppo Andrea Cangini, che aderisce al gruppo misto.
- In data 17.08.2022 la consistenza del gruppo diminuisce di un'unità per il decesso di Niccolò Ghedini, non sostituito.
- In data 29.08.2022 lasciano il gruppo Domenico De Siano e Luigi Cesaro, che aderiscono al gruppo misto.

#### Lega per Salvini Premier - Partito Sardo d'Azione
- In data 31.07.2019 la consistenza del gruppo, pur rimanendo numericamente invariata, è così modificata: la sottrazione di un seggio alla lista Lega per Salvini Premier a vantaggio della lista Forza Italia importa la rideterminazione della circoscrizione di elezione opzionata da parte di Matteo Salvini, il quale, surrogato da Fulvia Michela Caligiuri (FI), è di nuovo proclamato eletto in sostituzione di Kristalia Rachele Papaevangeliu (LSP); essendo stata annullata l'elezione di Edoardo Patriarca (già appartenente al gruppo PD), è proclamato eletto Stefano Corti, che aderisce al gruppo LSP.
- In data 12.12.2019 aderiscono al gruppo Ugo Grassi, Stefano Lucidi e Francesco Urraro, provenienti dal gruppo M5S.
- In data 03.06.2020 aderisce al gruppo Elena Testor, proveniente dal gruppo FI.
- In data 23.06.2020 aderisce al gruppo Alessandra Riccardi, proveniente dal gruppo M5S.
- In data 05.10.2020 la consistenza del gruppo aumenta di un'unità per l'adesione di Carlo Doria, eletto in sostituzione di Vittoria Bogo Deledda già appartenente al gruppo M5S.
- In data 12.10.2020 lascia il gruppo Claudio Barbaro, che aderisce al gruppo misto.
- In data 14.04.2021 aderisce al gruppo Francesco Mollame, proveniente dal gruppo misto.
- In data 06.08.2021 aderisce al gruppo Valeria Sudano, proveniente dal gruppo IV-PSI.
- In data 17.11.2021 lascia il gruppo Rosellina Sbrana, che aderisce al gruppo misto.
- In data 16.02.2022 lascia il gruppo William De Vecchis, che aderisce al gruppo misto/Italexit - Partito Valore Umano.
- In data 05.05.2022 lascia il gruppo Francesco Mollame, che aderisce al gruppo misto/Italia al Centro.
- In data 17.05.2022 lascia il gruppo Ugo Grassi, che aderisce al gruppo misto/Italia al Centro.

#### Partito Democratico
- In data 31.07.2019 la consistenza del gruppo diminuisce di un'unità per l'annullamento dell'elezione di Edoardo Patriarca, in surrogazione del quale è proclamato eletto Stefano Corti che aderisce al gruppo LSP.
- In data 10.09.2019 lascia il gruppo Matteo Richetti, che aderisce al gruppo misto.
- In data 17.09.2019 lasciano il gruppo Teresa Bellanova, Francesco Bonifazi, Eugenio Comincini, Giuseppe Cucca, Davide Faraone, Laura Garavini, Nadia Ginetti, Leonardo Grimani, Ernesto Magorno, Mauro Maria Marino, Matteo Renzi, Daniela Sbrollini e Valeria Sudano, che aderiscono al gruppo IV-PSI.
- In data 06.10.2019 lascia il gruppo Annamaria Parente, che aderisce al gruppo IV-PSI.
- In data 25.02.2020 lascia il gruppo Tommaso Cerno, che aderisce al gruppo misto.
- In data 19.01.2021 aderisce al gruppo Tommaso Cerno, proveniente dal gruppo misto.
- In data 25.01.2021 lascia il gruppo Tatjana Rojc, che aderisce al gruppo Europeisti-MAIE-CD.
- In data 22.03.2021 aderisce al gruppo Eugenio Comincini, proveniente dal gruppo IV-PSI.
- In data 30.03.2021 aderisce al gruppo Tatjana Rojc, proveniente dal gruppo Europeisti-MAIE-CD.
- In data 15.04.2021 aderisce al gruppo Gianni Marilotti, proveniente dal gruppo misto.
- In data 15.01.2022 la consistenza del gruppo aumenta di un'unità in seguito all'adesione di Fabio Porta, subentrato ad Adriano Cario già appartenente al gruppo misto.
- In data 06.09.2022 lascia il gruppo Gianni Pittella, che aderisce al gruppo misto.

#### Fratelli d'Italia
- In data 09.12.2020 aderisce al gruppo Claudio Barbaro, proveniente dal gruppo misto.
- In data 18.03.2021 aderisce al gruppo Tiziana Drago, proveniente dal gruppo misto.
- In data 19.07.2021 aderisce al gruppo Lucio Malan, proveniente dal gruppo FI.

#### Per le Autonomie
- In data 12.11.2020 aderisce al gruppo Gianni Marilotti, proveniente dal gruppo misto.
- In data 25.01.2021 lascia il gruppo Gianni Marilotti, che aderisce al gruppo Europeisti - MAIE - CD.

#### Italia Viva - PSI
- Il gruppo si costituisce in data 18.09.2019. Ad esso aderiscono: Teresa Bellanova, Francesco Bonifazi, Eugenio Comincini, Giuseppe Cucca, Davide Faraone, Laura Garavini, Nadia Ginetti, Leonardo Grimani, Ernesto Magorno, Mauro Maria Marino, Matteo Renzi, Daniela Sbrollini e Valeria Sudano, provenienti dal gruppo PD; Donatella Conzatti, proveniente dal gruppo FI; Riccardo Nencini, proveniente dal gruppo Misto/PSI.
- In data 25.09.2019 aderisce al gruppo Gelsomina Vono, proveniente dal gruppo M5S.
- In data 07.10.2019 aderisce al gruppo Annamaria Parente, proveniente dal gruppo PD.
- In data 01.07.2020 aderisce al gruppo Vincenzo Carbone, proveniente dal gruppo FI.
- In data 21.03.2021 lascia il gruppo Eugenio Comincini, che aderisce al gruppo PD.
- In data 05.08.2021 lascia il gruppo Valeria Sudano, che aderisce al gruppo LSP.
- In data 04.12.2021 lascia il gruppo Leonardo Grimani, che aderisce al gruppo misto/+Europa - Azione.
- In data 18.01.2022 lascia il gruppo Gelsomina Vono, che aderisce al gruppo FI.
- In data 19.01.2022 aderisce al gruppo Elvira Lucia Evangelista, proveniente dal gruppo M5S.

#### Europeisti - MAIE - Centro Democratico
- Il gruppo si costituisce in data 26.01.2021. Ad esso aderiscono: Maurizio Buccarella, Adriano Cario, Saverio De Bonis, Raffaele Fantetti e Ricardo Antonio Merlo, provenienti dal gruppo misto/MAIE-Italia; Andrea Causin e Mariarosaria Rossi, provenienti dal gruppo FI; Gregorio De Falco, proveniente dal gruppo misto/+Europa-Azione; Gianni Marilotti, proveniente dal gruppo Per le Autonomie; Tatjana Rojc, proveniente dal gruppo PD.
- In data 28.03.2021 lasciano il gruppo Adriano Cario e Ricardo Antonio Merlo, che aderiscono al gruppo misto/MAIE.
- Il gruppo si scioglie in data 29.03.2021: Maurizio Buccarella aderisce al gruppo misto/LeU; Andrea Causin, Saverio De Bonis, Gregorio De Falco, Raffaele Fantetti e Gianni Marilotti al gruppo misto; Mariarosaria Rossi al gruppo misto/Idea-Cambiamo; Tatjana Rojc al gruppo PD.

#### Costituzione, Ambiente, Lavoro - Italia dei Valori
- Il gruppo si costituisce in data 27.01.2022. Ad essa aderiscono: Rosa Silvana Abate, Luisa Angrisani, Margherita Corrado, Mattia Crucioli, Fabio Di Micco, Bianca Laura Granato, Barbara Lezzi, Cataldo Mininno e Rosellina Sbrana, provenienti dal gruppo misto; Elio Lannutti, proveniente dal gruppo misto/IDV. Il gruppo cessa in pari data: i suoi componenti aderiscono di nuovo al gruppo misto.
- Il gruppo si ricostituisce in data 27.04.2022 con la denominazione di Costituzione, Ambiente, Lavoro - Partito Comunista - Italia dei Valori. Ad esso aderiscono: Rosa Silvana Abate, Luisa Angrisani, Margherita Corrado, Mattia Crucioli, Bianca Laura Granato, Virginia La Mura, Barbara Lezzi e Rosellina Sbrana, provenienti dal gruppo misto; Emanuele Dessì, proveniente dal gruppo misto/PC; Elio Lannutti, proveniente dal gruppo misto/IDV.
- In data 03.05.2022 aderiscono al gruppo Silvana Giannuzzi e Cataldo Mininno, provenienti dal gruppo misto.
- In data 09.05.2022 assume la denominazione di Costituzione, Ambiente, Lavoro - Alternativa - Partito Comunista - Italia dei Valori.
- In data 18.05.2022 aderisce al gruppo Vito Petrocelli, proveniente dal gruppo M5S.
- In data 29.06.2022 assume la denominazione di Uniti per la Costituzione - CAL - Alternativa - PC - Ancora Italia - Progetto Smart - IDV.

#### Insieme per il futuro - Centro Democratico
- Il gruppo si costituisce in data 29.06.2022. Ad esso aderiscono: Antonella Campagna, Primo Di Nicola, Daniela Donno, Raffaele Mautone, Simona Nocerino, Vincenzo Presutto, Loredana Russo, Pierpaolo Sileri, Fabrizio Trentacoste e Sergio Vaccaro, provenienti dal gruppo M5S.
- In data 14.07.2022 aderisce al gruppo Cinzia Leone, proveniente dal gruppo M5S.

#### Gruppo misto

##### Liberi e Uguali
- In data 11.09.2019 aderisce alla componente Paola Nugnes.
- In data 12.01.2021 aderisce alla componente Elena Fattori.
- In data 29.03.2021 aderisce alla componente Maurizio Buccarella, proveniente dal gruppo Europeisti - MAIE - CD.
- In data 28.04.2021 lasciano la componente Elena Fattori e Paola Nugnes.
- In data 29.04.2021 aderisce alla componente Sandro Ruotolo; in pari data la componente assume la denominazione Liberi e Uguali - Ecosolidali.

##### +Europa
- In data 18.11.2020 aderiscono alla componente Gregorio De Falco e Matteo Richetti; in pari data la componente assume la denominazione +Europa - Azione.
- In data 26.01.2021 lascia la componente e il gruppo misto Gregorio De Falco, che aderisce al gruppo Europeisti - MAIE - CD.
- In data 04.12.2021 aderisce al gruppo misto e alla componente Leonardo Grimani, proveniente dal gruppo IV-PSI.
- In data 01.02.2022 aderisce al gruppo misto e alla componente Barbara Masini, proveniente dal gruppo FI.

##### PSI - MAIE - USEI
- In data 06.04.2018 lascia la componente Adriano Cario, che aderisce alla componente USEI; in pari data la componente assume la denominazione di PSI-MAIE.
- In data 03.05.2018 aderisce alla componente Adriano Cario, proveniente dalla componente USEI.
- La componente cessa in data 03.06.2018.

##### USEI
- La componente si costituisce in data 06.04.2018; ad essa aderisce Adriano Cario, proveniente dalla componente PSI - MAIE - USEI.
- La componente cessa in data 02.05.2018: Adriano Cario aderisce alla componente PSI - MAIE.

##### Partito Socialista Italiano
- La componente si costituisce in data 04.06.2018; ad essa aderisce Riccardo Nencini, proveniente dalla componente PSI-MAIE.
- La componente cessa in data 25.09.2019: Riccardo Nencini aderisce al gruppo IV-PSI.

##### MAIE
- La componente si costituisce in data 04.06.2018; ad essa aderiscono Adriano Cario e Ricardo Antonio Merlo, provenienti dalla componente PSI-MAIE.
- In data 11.10.2020 aderisce alla componente Raffaele Fantetti, proveniente dal gruppo FI.
- In data 30.12.2020 aderisce alla componente Saverio De Bonis.
- In data 15.01.2021 la componente assume la denominazione MAIE-Italia.
- In data 18.01.2021 aderisce alla componente Maurizio Buccarella.
- La componente cessa in data 27.01.2021: Maurizio Buccarella, Adriano Cario, Saverio De Bonis, Raffaele Fantetti e Ricardo Antonio Merlo aderiscono al gruppo Europeisti - MAIE - CD.
- La componente si ricostituisce in data 31.03.2021. Ad essa aderiscono Adriano Cario e Ricardo Antonio Merlo.
- La componente cessa in data 22.11.2021: Adriano Cario e Ricardo Antonio Merlo restano nel gruppo misto.
- La componente si ricostituisce in data 02.12.2021. Ad essa aderisce Ricardo Antonio Merlo.
- In data 11.07.2022 aderiscono alla componente Andrea Causin, proveniente dalla componente Italia al Centro, e Marinella Pacifico; in pari data la componente assume la denominazione MAIE - Coraggio Italia.

##### Idea - Cambiamo
- La componente si costituisce in data 05.08.2020. Ad essa aderiscono Massimo Vittorio Berutti, Gaetano Quagliariello e Paolo Romani.
- In data 29.03.2021 aderiscono alla componente Mariarosaria Rossi, proveniente dal gruppo Europeisti - MAIE - CD, e Marinella Pacifico.
- In data 06.05.2021 aderisce alla componente Raffaele Fantetti.
- In data 07.06.2021 aderisce alla componente Sandro Biasotti.
- In data 28.10.2021 la componente assume la denominazione Idea - Cambiamo! - Europeisti.
- In data 23.12.2021 aderiscono alla componente Andrea Causin e Alessandrina Lonardo; in pari data la componente assume la denominazione Idea - Cambiamo! - Europeisti - Noi di Centro.
- In data 22.02.2022 la componente assume la denominazione Italia al Centro.
- In data 05.05.2022 aderisce al gruppo e alla componente Francesco Mollame, proveniente dal gruppo LSP.
- In data 17.05.2022 aderisce al gruppo e alla componente Ugo Grassi, proveniente dal gruppo LSP.
- In data 21.06.2022 lascia la componente Marinella Pacifico.
- In data 11.07.2022 lascia la componente Andrea Causin, che aderisce alla componente MAIE - Coraggio Italia.

##### L'Alternativa c'è - Lista del Popolo per la Costituzione
- La componente si costituisce in data 22.06.2021. Ad essa aderiscono Luisa Angrisani, Margherita Corrado, Mattia Crucioli e Bianca Laura Granato.
- La componente cessa in data 09.11.2021: i suoi componenti restano nel gruppo misto.

##### Italia dei Valori
- La componente si costituisce in data 20.07.2021. Ad essa aderisce Elio Lannutti.
- La componente cessa in data 27.01.2022: Elio Lannutti aderisce al gruppo CAL-IDV. La componente si ricostituisce in pari data con l'adesione di Elio Lannutti.
- La componente cessa in data 26.04.2022: Elio Lannutti aderisce al gruppo CAL-PC-IDV.

##### Potere al Popolo
- La componente si costituisce in data 20.07.2021. Ad essa aderisce Matteo Mantero.
- In data 24.06.2022 aderisce alla componente Paola Nugnes; in pari data la componente assume la denominazione Manifesta, Potere al Popolo, Partito della Rifondazione Comunista - Sinistra Europea.

##### Italexit - Partito Valore Umano
- La componente si costituisce in data 14.09.2021. Ad essa aderiscono Mario Michele Giarrusso, Carlo Martelli e Gianluigi Paragone.
- In data 16.02.2022 aderisce al gruppo misto e alla componente William De Vecchis, proveniente dal gruppo LSP.

##### Partito Comunista
- La componente si costituisce in data 11.11.2021. Ad essa aderisce Emanuele Dessì.
- La componente cessa in data 26.04.2022: Emanuele Dessì aderisce al gruppo CAL-PC-IDV.

##### Non iscritti ad alcuna componente
In grassetto i senatori non iscritti ad alcuna componente a fine legislatura.
- Ad inizio legislatura aderiscono al gruppo Maurizio Buccarella e Carlo Martelli (già eletti nel M5S), nonché Mario Monti e Liliana Segre (senatori a vita).
- In data 31.01.2019 aderiscono al gruppo Saverio De Bonis e Gregorio De Falco, provenienti dal gruppo M5S.
- In data 28.06.2019 aderisce al gruppo Paola Nugnes, proveniente dal gruppo M5S.
- In data 10.09.2019 aderisce al gruppo Matteo Richetti, proveniente dal gruppo PD.
- In data 11.09.2019 Paola Nugnes aderisce alla componente LeU.
- In data 01.11.2019 aderisce al gruppo Elena Fattori, proveniente dal gruppo M5S.
- In data 03.01.2020 aderisce al gruppo Gianluigi Paragone, proveniente dal gruppo M5S.
- In data 15.01.2020 aderisce al gruppo Luigi Di Marzio, proveniente dal gruppo M5S.
- In data 04.02.2020 aderisce al gruppo Lello Ciampolillo, proveniente dal gruppo M5S.
- In data 25.02.2020 aderisce al gruppo Tommaso Cerno, proveniente dal gruppo PD.
- In data 05.03.2020 la consistenza del gruppo aumenta di un'unità per l'adesione di Sandro Ruotolo, proclamato eletto in surrogazione di Franco Ortolani già appartenente al M5S.
- In data 23.04.2020 aderisce al gruppo Mario Michele Giarrusso, proveniente dal gruppo M5S.
- In data 22.07.2020 aderiscono al gruppo Massimo Vittorio Berutti, Gaetano Quagliariello e Paolo Romani, provenienti dal gruppo FI.
- In data 28.07.2020 aderisce al gruppo Alessandrina Lonardo, proveniente dal gruppo FI.
- In data 05.08.2020 Massimo Vittorio Berutti, Gaetano Quagliariello e Paolo Romani costituiscono la componente Idea-Cambiamo.
- In data 12.10.2020 aderisce al gruppo Claudio Barbaro, proveniente dal gruppo LSP.
- In data 20.10.2020 aderisce al gruppo Marinella Pacifico, proveniente dal gruppo M5S.
- In data 26.10.2020 aderisce al gruppo Tiziana Drago, proveniente dal gruppo M5S.
- In data 10.11.2020 aderisce al gruppo Gianni Marilotti, proveniente dal gruppo M5S.
- In data 12.11.2020 lascia il gruppo Gianni Marilotti, che aderisce al gruppo Per le Autonomie.
- In data 18.11.2020 Gregorio De Falco e Matteo Richetti aderiscono alla componente +Europa - Azione.
- In data 09.12.2020 lascia il gruppo Claudio Barbaro, che aderisce al gruppo FDI.
- In data 30.12.2020 Saverio De Bonis aderisce alla componente MAIE.
- In data 12.01.2021 Elena Fattori aderisce alla componente LeU.
- In data 18.01.2021 Maurizio Buccarella aderisce alla componente MAIE-Italia.
- In data 19.01.2021 lascia il gruppo Tommaso Cerno, che aderisce al gruppo PD.
- In data 18.02.2021 aderiscono al gruppo Rosa Silvana Abate, Luisa Angrisani, Margherita Corrado, Mattia Crucioli, Fabio Di Micco, Silvana Giannuzzi, Bianca Laura Granato, Virginia La Mura, Elio Lannutti, Barbara Lezzi, Matteo Mantero, Cataldo Mininno, Vilma Moronese, Nicola Morra e Fabrizio Ortis, provenienti dal gruppo M5S.
- In data 24.02.2021 aderisce al gruppo Emanuele Dessì, proveniente dal gruppo M5S.
- In data 08.03.2021 aderisce al gruppo Francesco Mollame, proveniente dal gruppo M5S.
- In data 18.03.2021 lascia il gruppo Tiziana Drago, che aderisce al gruppo FDI.
- In data 29.03.2021 aderiscono al gruppo Andrea Causin, Saverio De Bonis, Gregorio De Falco, Raffaele Fantetti e Gianni Marilotti, provenienti dal gruppo Europeisti - MAIE - CD; in pari data Marinella Pacifico aderisce alla componente Idea-Cambiamo.
- In data 14.04.2021 lascia il gruppo Francesco Mollame, che aderisce al gruppo LSP.
- In data 15.04.2021 lascia il gruppo Gianni Marilotti, che aderisce al gruppo PD.
- In data 28.04.2021 Elena Fattori e Paola Nugnes lasciano la componente LeU.
- In data 29.04.2021 Sandro Ruotolo aderisce alla componente Liberi e Uguali - Ecosolidali.
- In data 06.05.2021 Raffaele Fantetti aderisce alla componente Idea-Cambiamo.
- In data 27.05.2021 aderisce al gruppo Sandro Biasotti, proveniente dal gruppo FI.
- In data 07.06.2021 Sandro Biasotti aderisce alla componente Idea-Cambiamo.
- In data 22.06.2021 Luisa Angrisani, Margherita Corrado, Mattia Crucioli e Bianca Laura Granato costituiscono la componente L'Alternativa c'è - Lista del Popolo per la Costituzione.
- In data 20.07.2021 Elio Lannutti costituisce la componente Italia dei Valori; in pari data Matteo Mantero costituisce la componente Potere al Popolo.
- In data 28.07.2021 aderisce al gruppo Elena Botto, proveniente dal gruppo M5S.
- In data 14.09.2021 Mario Michele Giarrusso, Carlo Martelli e Gianluigi Paragone costituiscono la componente Italexit - Partito Valore Umano.
- In data 09.11.2021 Luisa Angrisani, Margherita Corrado, Mattia Crucioli e Bianca Laura Granato lasciano la componente L'Alternativa c'è - Lista del Popolo per la Costituzione.
- In data 11.11.2021 Emanuele Dessì costituisce la componente Partito Comunista.
- In data 17.11.2021 aderisce al gruppo Rosellina Sbrana, proveniente dal gruppo LSP.
- In data 22.11.2021 Adriano Cario e Ricardo Antonio Merlo lasciano la componente MAIE.
- In data 02.12.2021 la consistenza del gruppo diminuisce di un'unità per l'adesione di Fabio Porta, proclamato eletto in surrogazione di Adriano Cario, al gruppo PD; in pari data Ricardo Antonio Merlo costituisce la componente MAIE.
- In data 23.12.2021 Andrea Causin e Alessandrina Lonardo aderiscono alla componente Idea - Cambiamo! - Europeisti - Noi di Centro.
- In data 19.01.2022 lascia il gruppo Saverio De Bonis, che aderisce al gruppo FI.
- In data 27.01.2022 lasciano il gruppo Rosa Silvana Abate, Luisa Angrisani, Margherita Corrado, Mattia Crucioli, Fabio Di Micco, Bianca Laura Granato, Barbara Lezzi, Cataldo Mininno e Rosellina Sbrana, che costituiscono il gruppo CAL-IDV; in pari data il gruppo si scioglie e i predetti senatori aderiscono di nuovo al gruppo misto.
- In data 27.04.2022 lasciano il gruppo Rosa Silvana Abate, Luisa Angrisani, Margherita Corrado, Mattia Crucioli, Bianca Laura Granato, Virginia La Mura, Barbara Lezzi e Rosellina Sbrana, che costituiscono il gruppo CAL-PC-IDV.
- In data 03.05.2022 lasciano il gruppo Silvana Giannuzzi e Cataldo Mininno, che aderiscono al gruppo CAL-PC-IDV.
- In data 21.06.2022 Marinella Pacifico lascia la componente Idea - Cambiamo! - Europeisti - Noi di Centro.
- In data 24.06.2022 Paola Nugnes aderisce alla componente Manifesta - PaP - PRC.
- In data 11.07.2022 Marinella Pacifico aderisce alla componente MAIE - Coraggio Italia.
- In data 18.07.2022 lascia il gruppo Fabio Di Micco, che aderisce al gruppo M5S.
- In data 20.07.2022 aderisce al gruppo Andrea Cangini, proveniente dal gruppo FI.
- In data 29.08.2022 aderiscono al gruppo Domenico De Siano e Luigi Cesaro, provenienti dal gruppo FI.
- In data 06.09.2022 aderisce al gruppo Gianni Pittella, proveniente dal gruppo PD.

## Organizzazione interna ai gruppi
| Presidente | Vicepresidenti | Segretari | Tesorieri |
| Movimento 5 Stelle | Movimento 5 Stelle | Movimento 5 Stelle | Movimento 5 Stelle |
| --- | --- | --- | --- |
| - Danilo Toninelli (fino al 05.06.2018) - Stefano Patuanelli (dal 06.06.18 al 05.09.2019) - Gianluca Perilli (dal 17.10.2019 al 27.10.2020) - Ettore Licheri (dal 28.10.2020) | - Maria Domenica Castellone (dal 03.07.2018 al 30.10.2019 e dal 12.11.2019) - Gianluca Ferrara (dal 12.11.2020) - Arnaldo Lomuti (dal 03.07.2018) - Agostino Santillo (dal 31.10.2019) - Margherita Corrado (dal 24.06.2020 all'11.11.2020) - Pietro Lorefice (dal 31.10.2019 all'11.11.2020) - Barbara Floridia (dal 31.10.2019 al 23.06.2020) - Primo Di Nicola (dal 03.07.2018 al 30.10.2019) - Alessandra Maiorino (dal 03.07.2018 al 17.10.2019) - Vilma Moronese (fino al 03.07.2018) - Gianluca Perilli (fino al 03.07.2018) - Daniele Pesco (fino al 03.07.2018) - Stefano Patuanelli (fino al 06.06.2018) Vicepresidenti vicari: - Vito Crimi (fino al 03.07.2018) - Gianluca Perilli (dal 03.07.2018 al 17.10.2019) - Alessandra Maiorino (dal 17.10.2019 al 27.10.2020) - Andrea Cioffi (dal 28.10.2020) | - Gabriele Lanzi (dal 03.07.2018) - Emma Pavanelli (dal 28.10.2020) - Vincenzo Santangelo (fino al 03.07.2018 e dal 28.10.2020) - Cinzia Leone (dal 17.10.2019 al 27.10.2020) - Alessandra Riccardi (dal 17.10.2019 al 26.05.2020) - Barbara Floridia (dal 03.07.2018 al 16.10.2019) - Giulia Lupo (dal 03.07.2018 al 16.10.2019) - Gianluca Castaldi (fino al 03.07.2018) - Sergio Puglia (fino al 03.07.2018) | - Elisa Pirro (dal 28.10.2020) - Emiliano Fenu (dal 17.10.2019 al 27.10.2020) - Stefano Lucidi (dall'11.11.2018 al 16.10.2019) - Nunzia Catalfo (fino all'11.11.2018) |
| Forza Italia - UDC | | | |
| - Anna Maria Bernini | - Adriano Galliani (dal 09.11.2018) - Maria Alessandra Gallone (dal 09.11.2018) - Gabriella Giammanco (dal 09.11.2018) - Massimo Mallegni (dal 09.11.2018) - Giuseppe Mangialavori (dal 09.11.2018) - Giuseppe Moles (dal 09.11.2018) - Maria Rizzotti (dal 09.11.2018) - Licia Ronzulli (dal 09.11.2018) - Alessandrina Lonardo (dal 09.11.2018 al 28.07.2020) | – | - Gilberto Pichetto Fratin |
| Lega per Salvini Premier - Partito Sardo d'Azione | | | |
| - Gian Marco Centinaio (fino al 19.06.2018) - Massimiliano Romeo (dal 20.06.2018)                                                                                             | - Antonella Faggi (dal 20.11.2018) - Enrico Montani (dall'11.07.2018) - Maria Saponara (dal 05.08.2019) - Christian Solinas (fino al 19.06.2018 e dall'11.07.2018 al 19.06.2019) - Stefania Pucciarelli (dall'11.07.2018 al 19.11.2018) - Lucia Borgonzoni (fino al 19.06.2018) - Erika Stefani (fino al 19.06.2018) Vicepresidente vicario: - Stefano Candiani (fino al 19.06.2018) - Paolo Tosato (dal 20.06.2018) | Segretario d'aula: - Stefano Candiani (dal 29.04.2021) | - Stefano Borghesi (fino al 19.06.2018) |
| Partito Democratico | | | |
| - Simona Malpezzi (dal 25.03.2021) | - Gianni Pittella (dall'08.09.2020 fino al 24.03.2021) - Franco Mirabelli (fino all'08.09.2020 e dal 25.03.2021) - Dario Stefano (dal 13.02.2019 al 07.09.2020) - Valeria Valente (fino al 12.02.2019) - Caterina Biti (dal 25.03.2021) Vicepresidenti vicari: - Franco Mirabelli (dall'08.09.2020 al 24.03.2021) - Alan Ferrari (dal 25.03.2021) | - Caterina Bini (fino al 24.03.2021) - Monica Cirinnà Segretari d'aula: - Alan Ferrari (fino al 24.03.2021) - Vincenzo D'Arienzo (dal 25.03.2021) | - Stefano Collina |
| Fratelli d'Italia | | | |
| - Stefano Bertacco (fino al 18.07.2018) - Luca Ciriani (dal 18.07.2018) | Vicepresidente vicario: - Isabella Rauti (dal 18.07.2018) | – | – |
| Per le Autonomie | | | |
| - Julia Unterberger | - Albert Lanièce Vicepresidente vicario: - Dieter Steger | - Albert Lanièce | - Meinhard Durnwalder |
| Italia Viva - PSI | | | |
| - Davide Faraone | - Riccardo Nencini (fino all'8.11.2020) - Giuseppe Cucca (dal 9.11.2020) Vicepresidente vicario: - Laura Garavini (dal 18.09.2019) | Segretario d'aula: - Daniela Sbrollini | - Francesco Bonifazi |
| Uniti per la Costituzione | | | |
| - Mattia Crucioli | - Bianca Laura Granato | - Luigi Angrisani - Rosellina Sbrana | - Cataldo Mininno |
| Insieme per il futuro - Centro Democratico | | | |
| - Primo Di Nicola | - Antonella Campagna - Daniela Donno - Raffaele Mautone - Simona Nocerino - Fabrizio Trentacoste Vicepresidente vicario: - Vincenzo Presutto | - Sergio Vaccaro | – |
| Misto | | | |
| - Loredana De Petris | - Maurizio Buccarella (fino al 25.01.2021) - Riccardo Nencini (fino al 17.09.2019) | - Emma Bonino | – |